# 義山亭石鳥
義山亭 石鳥（ぎざんてい せきちょう、1973年5月3日-、O型）は、山口県出身の元漫画家。

## 概要
1997年に週刊少年ジャンプで「河童レボリューション」の読み切りが数回掲載されたのちに正式に連載する事になるも、短期間で打ち切られた。
その後は連載を持たず、読み切り作品を数作ほど発表した後は漫画家としての活動を休止した。

## 経歴
- 第1回（1996年8月期）天下一漫画賞（審査員：鳥山明）にて、「IN THE TRAIN」で最終候補。
- 第3回（1996年10月期）天下一漫画賞（審査員：うすた京介）にて、「英雄と殺人者」で最終候補。
- 第4回（1996年11月期）天下一漫画賞（審査員：和月伸宏）にて、「鼻の中の君よ」で最終候補。
- 第46回（1997年上期）赤塚賞にて、「73式乱射銃」で準入選受賞。
- 『週刊少年ジャンプ』1997年8号に、「IN THE TRAIN」を代原掲載。
- 『赤マルジャンプ』1997SUMMERに掲載された「73式乱射銃」にて正式デビュー。
- 『週刊少年ジャンプ』1997年42号に「河童レボリューション」を掲載。
- 『週刊少年ジャンプ』1997年44号に「鼻の中の君よ」を掲載。
- 『週刊少年ジャンプ』1997年45号に「河童レボリューション」を掲載。
- 『週刊少年ジャンプ』1997年50号に「河童レボリューション」を掲載。
- 『週刊少年ジャンプ』1998年12号から32号まで「河童レボリューション」を連載。
- 『赤マルジャンプ』2000SPRINGに「倉中バスケ部パセリーズ」を掲載。
- 『ジャンプGAG Special』 2001に「泣くことないよ!アフロボーイ」を掲載。

## 人物
- 趣味・特技はバスケットボール。[1]
- 好きな漫画は『ジョジョの奇妙な冒険』（荒木飛呂彦）。[1]

## 作品リスト
- IN THE TRAIN - 15P
- 73式乱射銃 - 15P
- 河童レボリューション
  - 31P
  - 19P
  - 44P
  - 全20回
- 鼻の中の君よ - 15P
- 倉中バスケ部パセリーズ - 35P
- 泣くことないよ!アフロボーイ - 45P

## 単行本
すべて集英社ジャンプ・コミックスより発売。
- 河童レボリューション・オリジナル - 1998年4月発売、ISBN 978-4-08-872545-1
- 河童レボリューション
  1. 1998年7月発売、ISBN 978-4-08-872579-6
  2. 1998年10月発売、ISBN 978-4-08-872620-5